# Helleborus orientalis
Морозник східний, чемерник східний — вид рослин родини жовтецеві.

## Назва
В англійській мові називається «трояндою посту» (англ. lenten rose) через її цвітіння протягом посту.

## Будова
Гладке чи злегка волохате стебло росте з міцного кореневища. Велике вічнозелене листя поділяється на 7 шкірястих сегментів із зазубреними краями. Черешок пурпуровий. Гіллясте стебло несе на собі до 4-ох похилих квіток 6-7 см шириною.

## Поширення та середовище існування
Зростає в тіні та напівтіні листопадних лісів та на схилах гір.

## Практичне використання
Популярна декоративна рослина. Широко вирощується в садах, з яких може розповсюджуватися у дику природу.

## Галерея

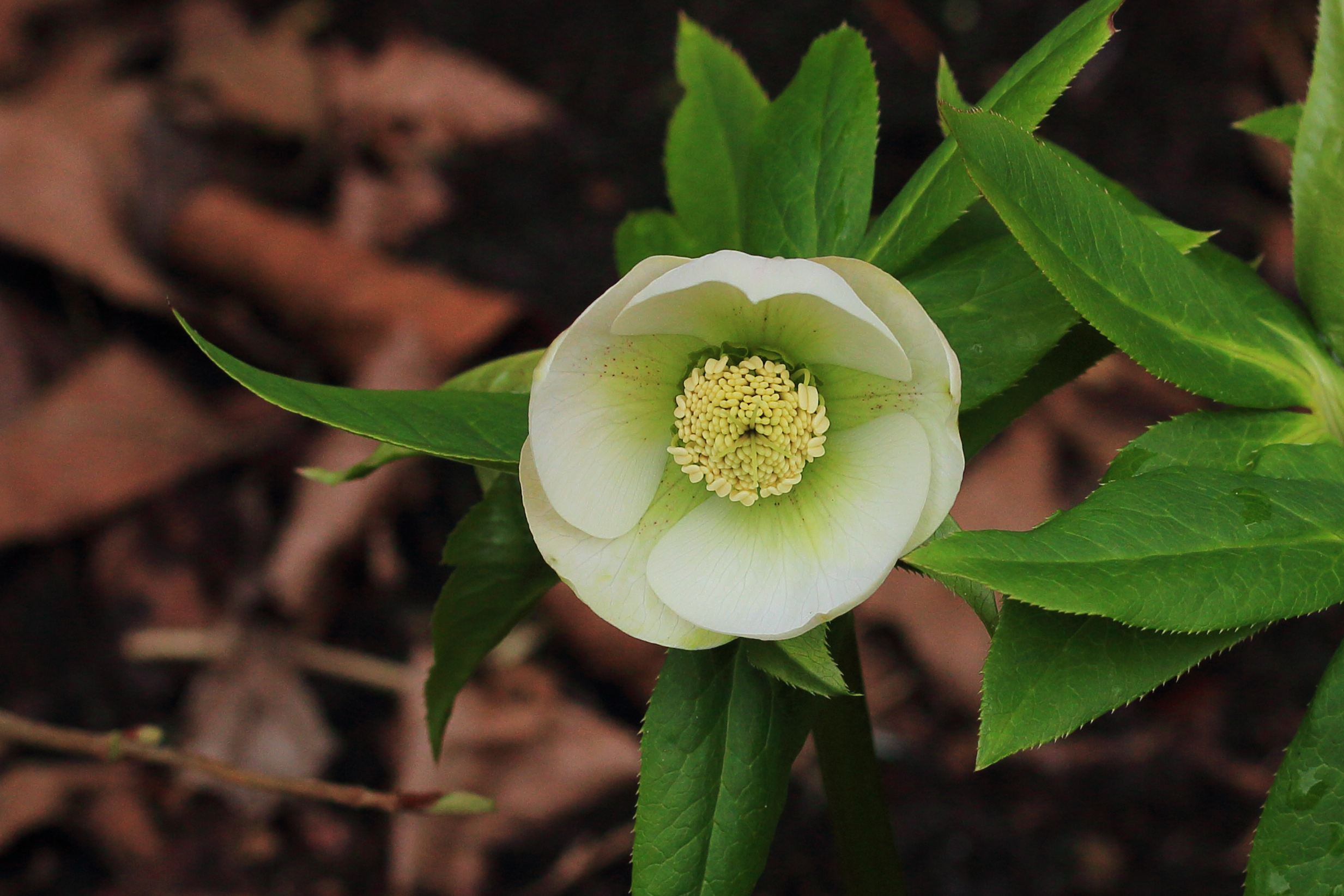
Квітка
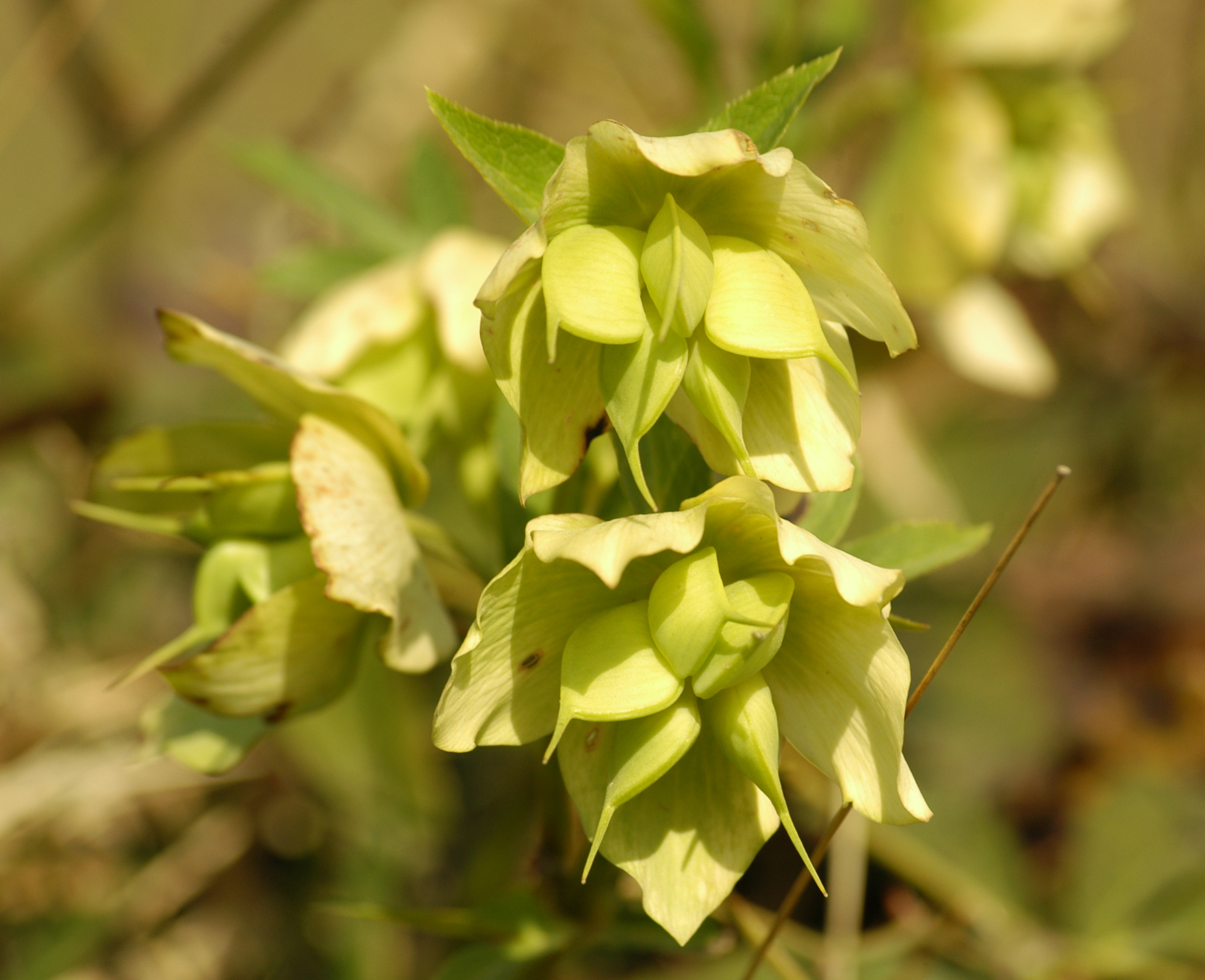
Плоди
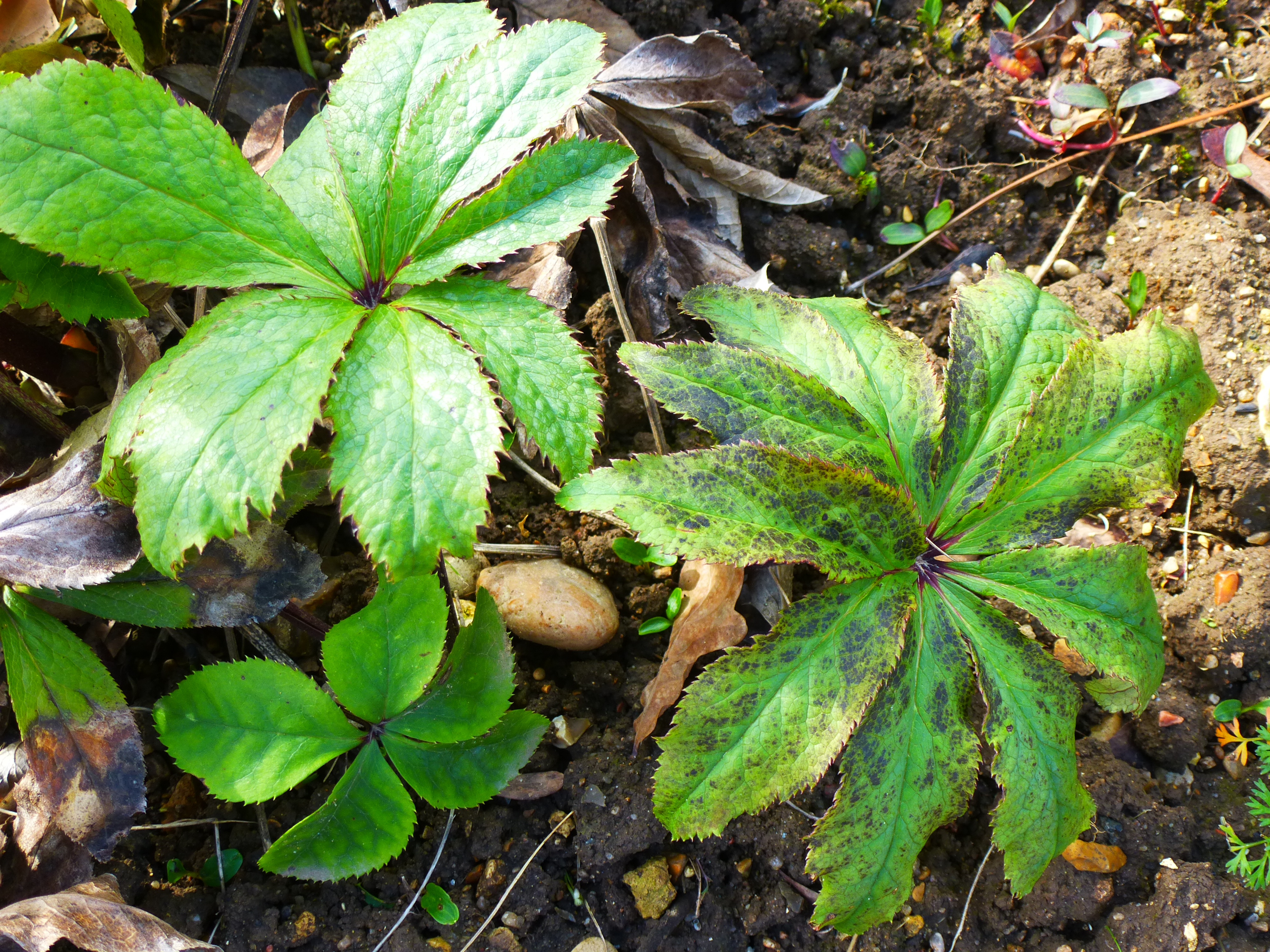
Листя
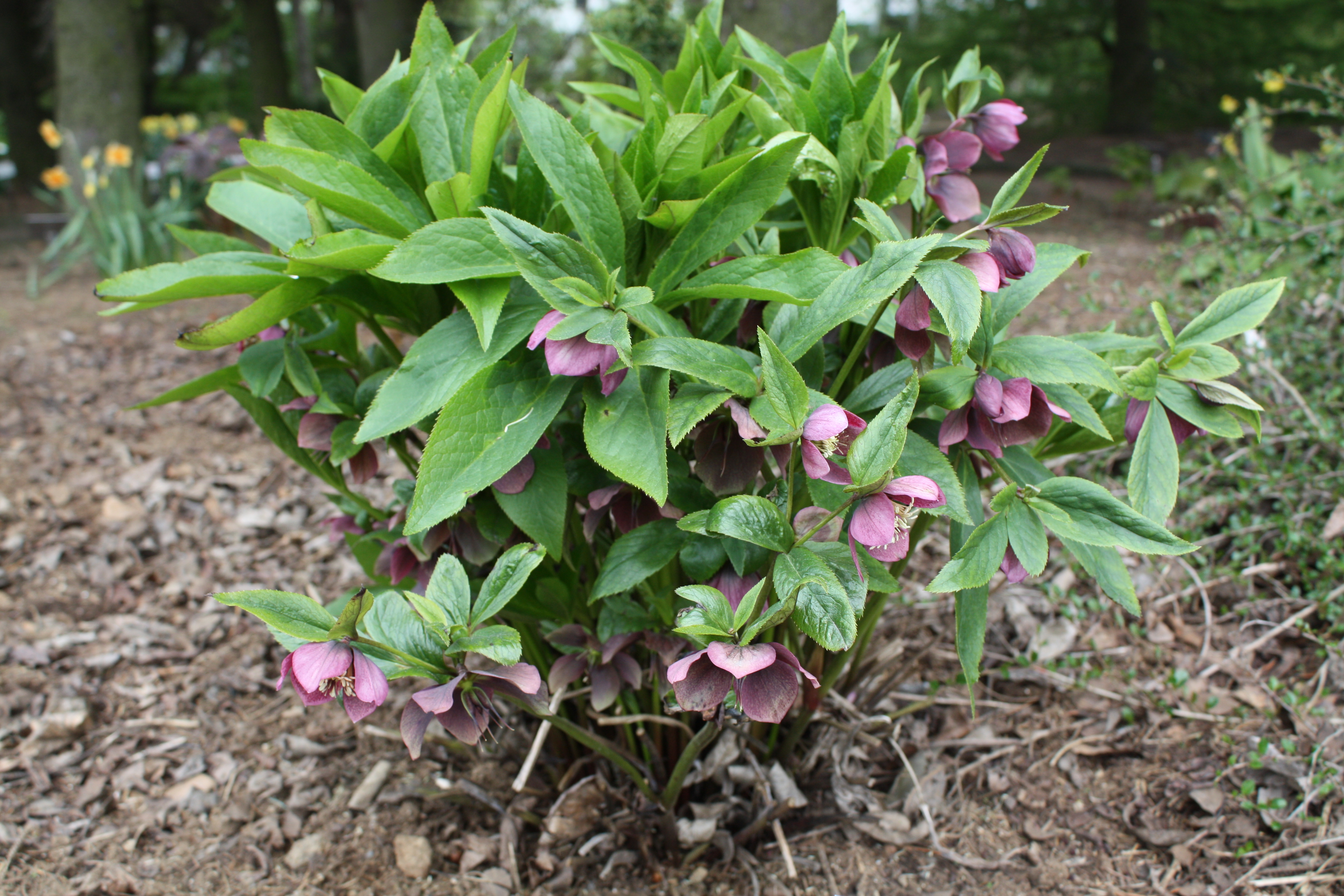
Загальний вигляд